# 1981 no futebol

## Nascimentos
| Data            | Nome                               | Profissão   | Nacionalidade               | Observações | Ref |
| --------------- | ---------------------------------- | ----------- | --------------------------- | ----------- | --- |
| 1 de janeiro    | Mladen Petrić                      | futebolista | Croácia                     |             |     |
| 2 de janeiro    | Maxi Rodríguez                     | futebolista | Argentina                   |             |     |
| 8 de janeiro    | Sebastián Eguren                   | futebolista | Uruguai                     |             |     |
| 9 de janeiro    | Euzebiusz Smolarek                 | futebolista | Polónia                     |             |     |
| 15 de janeiro   | El Hadji Diouf                     | futebolista | Senegal                     |             |     |
| 19 de janeiro   | Asier del Horno                    | futebolista | Espanha                     |             |     |
| 19 de janeiro   | Lucho González                     | futebolista | Argentina                   |             |     |
| 20 de janeiro   | Owen Hargreaves                    | futebolista | Inglaterra                  |             |     |
| 26 de janeiro   | Ihab Kareem                        | futebolista | Iraque                      | m. 2007     |     |
| 30 de janeiro   | Dimitar Berbatov                   | futebolista | Bulgária                    |             |     |
| 30 de janeiro   | Afonso Alves                       | futebolista | Brasil                      |             |     |
| 30 de janeiro   | Peter Crouch                       | futebolista | Inglaterra                  |             |     |
| 31 de janeiro   | Selçuk Şahin                       | futebolista | Turquia                     |             |     |
| 5 de fevereiro  | Samuel Eto'o                       | futebolista | Camarões                    |             |     |
| 14 de fevereiro | Matteo Brighi                      | futebolista | Itália                      |             |     |
| 22 de fevereiro | Denis Marques                      | futebolista | Brasil                      |             |     |
| 25 de fevereiro | Park Ji-Sung                       | futebolista | Coreia do Sul               |             |     |
| 4 de março      | Ariza Makukula                     | futebolista | Portugal (n. R.D. do Congo) |             |     |
| 8 de março      | Michael Beauchamp                  | futebolista | Austrália                   |             |     |
| 17 de março     | Leandro Romagnoli                  | futebolista | Argentina                   |             |     |
| 19 de março     | Kolo Touré                         | futebolista | Costa do Marfim             |             |     |
| 24 de março     | Alex Afonso                        | futebolista | Brasil                      |             |     |
| 25 de março     | Julián de Guzmán                   | futebolista | Canadá                      |             |     |
| 7 de abril      | Val Baiano                         | futebolista | Brasil                      |             |     |
| 12 de abril     | Nicolás Burdisso                   | futebolista | Argentina                   |             |     |
| 15 de abril     | Andres D'Alessandro                | futebolista | Argentina                   |             |     |
| 30 de abril     | John O'Shea                        | futebolista | Irlanda                     |             |     |
| 1 de maio       | Aleksander Hleb                    | futebolista | Bielorrússia                |             |     |
| 2 de maio       | Loukas Vyntra                      | futebolista | Grécia (n. Tchecoslováquia) |             |     |
| 2 de maio       | Tiago Mendes                       | futebolista | Portugal                    |             |     |
| 3 de maio       | Fernando Menegazzo                 | futebolista | Brasil                      |             |     |
| 5 de maio       | Mariano González                   | futebolista | Argentina                   |             |     |
| 6 de maio       | Guglielmo Stendardo                | futebolista | Itália                      |             |     |
| 8 de maio       | Andrea Barzagli                    | futebolista | Itália                      |             |     |
| 10 de maio      | Humberto Suazo                     | futebolista | Chile                       |             |     |
| 15 de maio      | Patrice Evra                       | futebolista | França (n. Senegal)         |             |     |
| 18 de maio      | Mahamadou Diarra                   | futebolista | Mali                        |             |     |
| 20 de maio      | Iker Casillas                      | futebolista | Espanha                     |             |     |
| 22 de maio      | Sebastián Taborda                  | futebolista | Uruguai                     |             |     |
| 31 de maio      | Daniele Bonera                     | futebolista | Itália                      |             |     |
| 4 de junho      | Giourkas Seitaridis                | futebolista | Grécia                      |             |     |
| 14 de junho     | Elano Blumer                       | futebolista | Brasil                      |             |     |
| 27 de junho     | Cléber Santana                     | futebolista | Brasil                      |             |     |
| 4 de julho      | Adérito Waldemar Alves de Carvalho | futebolista | Angola                      |             |     |
| 9 de julho      | Lee Chun-Soo                       | futebolista | Coreia do Sul               |             |     |
| 9 de agosto     | Azar Karadaş                       | futebolista | Noruega                     |             |     |
| 12 de agosto    | Djibril Cissé                      | futebolista | França                      |             |     |
| 16 de agosto    | Roque Santa Cruz                   | futebolista | Paraguai                    |             |     |
| 28 de agosto    | Daniel Gygax                       | futebolista | Suíça                       |             |     |
| 28 de agosto    | Ruben Bustos                       | futebolista | Colômbia                    |             |     |
| 2 de setembro   | Leonardo Tambussi                  | futebolista | Argentina                   |             |     |
| 1 de outubro    | Júlio Baptista                     | futebolista | Brasil                      |             |     |
| 3 de outubro    | Zlatan Ibrahimović                 | futebolista | Suécia                      |             |     |
| 3 de outubro    | Andreas Isaksson                   | futebolista | Suécia                      |             |     |
| 12 de outubro   | Winston Parks                      | futebolista | Costa Rica                  |             |     |
| 21 de outubro   | Nemanja Vidić                      | futebolista | Sérvia                      |             |     |
| 25 de outubro   | Shaun Wright-Phillips              | futebolista | Inglaterra                  |             |     |
| 27 de outubro   | Volkan Demirel                     | futebolista | Turquia                     |             |     |
| 28 de outubro   | Milan Baroš                        | futebolista | Tchecoslováquia             |             |     |
| 8 de novembro   | Joe Cole                           | futebolista | Inglaterra                  |             |     |
| 25 de novembro  | Xabi Alonso                        | futebolista | Espanha                     |             |     |
| 3 de dezembro   | David Villa                        | futebolista | Espanha                     |             |     |
| 7 de dezembro   | Marko Ljubinković                  | futebolista | Sérvia                      |             |     |
| 10 de dezembro  | Fábio Rochemback                   | futebolista | Brasil                      |             |     |
| 11 de dezembro  | Javier Saviola                     | futebolista | Argentina                   |             |     |
| 12 de dezembro  | Daniel Viteri                      | futebolista | Equador                     |             |     |
| 21 de dezembro  | Cristian Zaccardo                  | futebolista | Itália                      |             |     |
| 28 de dezembro  | Khalid Boulahrouz                  | futebolista | Países Baixos               |             |     |
| 28 de dezembro  | Mika Väyrynen                      | futebolista | Finlândia                   |             |     |

## Mortes
| Data | Nome | Profissão | Nacionalidade | Observações | Ref |
| ---- | ---- | --------- | ------------- | ----------- | --- |